# Jesús García-Foncillas López
Jesús García Foncillas López (Zaragoza, 1966) es un médico dedicado a la investigación en oncología, y profesor de universidad.

## Biografía
Licenciado en Medicina en la Universidad de Zaragoza y se especializó e hizo el doctorado Oncología médica en la Universidad de Navarra. Completó su formación en el Nebraska Medical Center Omaha y en MD Anderson Cancer Center en Houston.
Es Director del departamento de Oncología de la Clínica Universidad de Navarra y del Instituto Oncológico “Onco Health” aglutinando los hospitales Universitarios Fundación Jiménez Díaz, Rey Juan Carlos, Infanta Elena y el Hospital General de Villalba, el Hospital Quirónsalud Albacete, director de la División de Oncología Traslacional del Instituto de Investigación Sanitaria FJD-UAM y Presidente del X Congreso Nacional de la Asociación Española de Investigación en Cáncer (ASEICA). Dirigente del laboratorio de farmacogenómica del cáncer del Centro de Investigación Médica Aplicada, y director de la Divisíon de Oncología Traslacional del Instituto de Investigación Sanitaria FJD-UAM. En su trayectoria profesional aparte de ser profesor del Máster de Biotecnología del Consejo Superior de Investigaciones Científicas. También es autor de más de 150 artículos y numerosos libros especializados. Durante estos años ha hecho numerosas investigaciones en el ámbito clínico del tratamiento y diagnóstico del cáncer. 
Desde junio de 2018, pertenece a la empresa BioSequence como coordinador científico. Su principal trabajo es apoyar la compañía y a sus pacientes para mejorar la utilidad clínica de los estudios genéticos tumorales que él trabaja. También participa en todos los proyectos que se van a desarrollar clínicamente y algunas investigaciones que necesiten de sus conocimientos como oncólogo.

## Premios y reconocimientos
2014: “La razón” al mejor investigador del año.